# Liste des ministres provinciaux actuels zambiens
 (août 2023).
Cette page dresse la liste des ministres (provinciaux) actuels des dix provinces zambiennes.

## Ministres provinciaux
| Province         | Nom                  | Depuis (le)    |
| ---------------- | -------------------- | -------------- |
| Centrale         | Mwabashike Nkulukusa | Juillet 2024   |
| Copperbelt       | Elisha Matambo       | Septembre 2021 |
| Luapula          | Njavwa Simutowe      | Septembre 2023 |
| Lusaka           | Sheal Mulyata        | Septembre 2021 |
| Méridionale      | Credo Nanjuwa        | Septembre 2023 |
| Muchinga         | Henry Sikazwe        | Septembre 2021 |
| Nord-Occidentale | Robert Lihefu        | Septembre 2021 |
| Occidentale      | Kapelwa Mbangweta    | Septembre 2021 |
| Orientale        | Peter Phiri          | Septembre 2021 |
| Septentrionale   | Leonard Mbao         | Septembre 2021 |